# Eddie Kramer
Edwin H. "Eddie" Kramer (nascido na Cidade do Cabo, em 1942) é um engenheiro de áudio e produtor que já trabalhou com, entre outros, Emerson Lake & Palmer, Yes, Led Zeppelin, Triumph, Kiss (e solo de Ace Frehley), Jimi Hendrix, The Beatles, The Rolling Stones, David Bowie, Spooky Tooth, Peter Frampton, Curtis Mayfield, Santana, Anthrax, Carly Simon, Loudness e Robin Trower. Quando criança Kramer estudou música clássica de piano, violoncelo e violino. Frequentou a Faculdade de prestígio Sul-Africano de Música de aprendeu música clássica de piano, mas formou um interesse em jazz. Ele se mudou para a Inglaterra aos 19 anos, onde gravou com grupos locais de de jazz, em um estúdio em casa e instalou equipamento oi-fi como um hobby.

## Créditos de produção
Créditos de produção selecionados: